# Gravesend
Gravesend – miasto w Wielkiej Brytanii, w Anglii, w hrabstwie Kent, położone na południowym brzegu Tamizy, naprzeciwko miasta Tilbury w hrabstwie Essex.
W 2001 roku ludność miasta wynosiła około 53 045 mieszkańców.
W mieście rozwinął się przemysł stoczniowy, papierniczy oraz cementowy.

## Przypisy

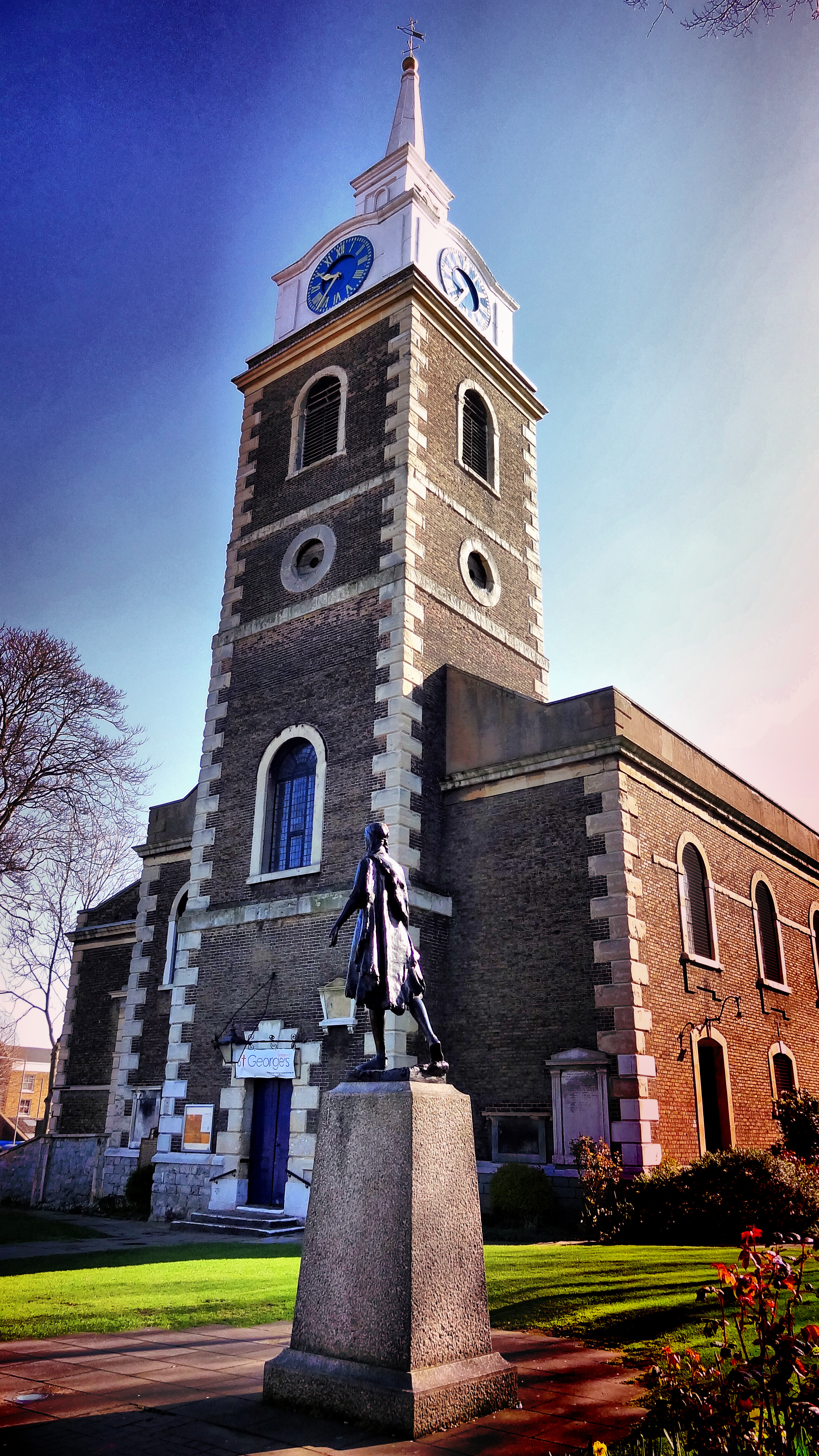
Kościół św. Jerzego (St. George's Church)

## Miasta partnerskie
- Neumünster
- Cambrai
- Chesterfield